# Federalsburg
Federalsburg és una població dels Estats Units a l'estat de Maryland. Segons el cens del 2000 tenia 2.620 habitants.

## Demografia
Segons el cens del 2000, Federalsburg tenia 2.620 habitants, 1.045 habitatges, i 714 famílies. La densitat de població era de 518,8 habitants/km².
Dels 1.045 habitatges en un 37,1% hi vivien nens de menys de 18 anys, en un 38,4% hi vivien parelles casades, en un 25% dones solteres, i en un 31,6% no eren unitats familiars. En el 27,3% dels habitatges hi vivien persones soles el 13,8% de les quals corresponia a persones de 65 anys o més que vivien soles. El nombre mitjà de persones vivint en cada habitatge era de 2,51 i el nombre mitjà de persones que vivien en cada família era de 2,97.
Per edats la població es repartia de la següent manera: un 30,8% tenia menys de 18 anys, un 9,7% entre 18 i 24, un 26% entre 25 i 44, un 19,4% de 45 a 60 i un 14,2% 65 anys o més.
L'edat mediana era de 33 anys. Per cada 100 dones de 18 o més anys hi havia 74,9 homes.
La renda mediana per habitatge era de 24.266 $ i la renda mediana per família de 32.059 $. Els homes tenien una renda mediana de 28.438 $ mentre que les dones 21.296 $. La renda per capita de la població era de 13.878 $. Entorn del 21% de les famílies i el 25,3% de la població estaven per davall del llindar de pobresa.

## Poblacions més properes
El següent diagrama mostra les poblacions més properes.